# Meddle (dal)
A Meddle egy dal Little Boots brit énekesnőtől. Az elektropop stílusú szerzemény Victoria Hesketh és Joe Goddard szerezte Boots debütáló középlemezére, a 2008-ban kiadott Arecibo-ra, de debütáló, Hands című albumára is felkerült. 2008. augusztus 4-én jelent meg limitált kiadásban az Egyesült Királyságban. A Dance Central 2 című játékban is hallható a dal.

## Televíziós használat
A Meddle rendszeresen hallható a Friday Night Dinner című sitcom műsorban, továbbá a Skins-ben játszották egy 2009. március 19-én bemutatott epizódban. Szintén 2009-ben a dalt felhasználták egy Victoria’s Secret hirdetéshez.

## Számlista és formátumok
A következő listák a főbb kiadásokat tartalmazzák.
CD kislemez
1. Meddle – 3:16

7" kislemez
1. Meddle – 3:16
2. Meddle (Toddla T & Ross Orton remix) – 3:23

12" kislemez
1. Stuck on Repeat (Alexander Robotnik remix)
2. Meddle (Joker remix)

Egyéb változatok
1. Meddle (Ebola remix)
2. Meddle (Baron von Luxxury Technicolor Remix)
3. Meddle (Tenorion Piano version)
4. Meddle (Treasure Fingers Remix)

## Slágerlistás helyezések
| Kislemezlista (2008) | Legjobb helyezés |
| -------------------- | ---------------- |
| Brit kislemezlista   | 97               |

## Fordítás
Ez a szócikk részben vagy egészben  a   Meddle (song) című angol Wikipédia-szócikk fordításán alapul.  Az eredeti cikk szerkesztőit annak laptörténete sorolja fel. Ez a jelzés csupán a megfogalmazás eredetét és a szerzői jogokat jelzi, nem szolgál a cikkben szereplő információk forrásmegjelöléseként.